# Balım Sultan
Balim Sultan (türkisch Balım Sultan, * 1457 in Dimetoka; † 1517 im Osmanischen Reich) war der Gründer des Sufiordens der Bektaschi.
Er gilt als die größte Persönlichkeit im Bektaschi-Orden nach Hadschi Bektasch Wali (Hacı Bektaş-ı Veli), dem mystischen Prediger. Balım Sultan ist als der „Zweite Pir“ bekannt. Er wurde im Jahre 1457 in der Stadt Dimetoka, heute Didymoticho, Griechenland, geboren. Sein Vater war Mürsel Baba und seine Mutter war eine serbisch-bulgarische Prinzessin. Er benannte den Sufiorden nach Hadschi Bektasch Weli. Da dieser als Lehrer des Alevitentums betrachtet wird und nicht seinen eigenen Orden gegründet hatte, gründete Balım Sultan den Sufiorden der Bektaschi und wird als der echte Gründer der Gemeinschaft betrachtet.